# Trox erinaceus
Trox erinaceus är en skalbaggsart som beskrevs av Leconte 1854. Trox erinaceus ingår i släktet Trox och familjen knotbaggar. Inga underarter finns listade i Catalogue of Life.